# Mikroregion Klonk
Mikroregion Klonk je dobrovolný svazek obcí podle zákona v okresu Beroun, jeho sídlem je Tmáň a jeho cílem je celkový rozvoj mikroregionu. Sdružuje celkem 5 obcí a byl založen v roce 2002.

## Obce sdružené v mikroregionu
- Suchomasty
- Tmaň
- Bykoš
- Málkov
- Koněprusy